# Устинов, Вячеслав Эдуардович
Вячесла́в Эдуа́рдович Усти́нов (род. 10 мая 1957) — советский легкоатлет, специалист по барьерному бегу. Выступал за сборную СССР по лёгкой атлетике в 1980-х годах, обладатель бронзовой медали чемпионата Европы в помещении, серебряный призёр игр «Дружба-84», победитель и призёр первенств СССР, победитель Кубка СССР. Представлял Москву и спортивное общество «Динамо». Мастер спорта СССР международного класса. Заслуженный мастер спорта России. Тренер по лёгкой атлетике.

## Биография
Вячеслав Устинов родился 10 мая 1957 года.
Начал заниматься лёгкой атлетикой с 1973 года в г. Подольске Московской области. Первый тренер Митрофанов Вячеслав Викторович, с 1976 года проходил подготовку в Москве в добровольном спортивном обществе «Динамо», тренер Серякова Зинаида Федоровна.
Впервые заявил о себе на взрослом всесоюзном уровне в сезоне 1981 года, когда выиграл бронзовую медаль в беге на 110 метров с барьерами на чемпионате СССР в Москве, после чего был включен в основной состав сборной команды СССР.
В 1983 году в беге на 60 метров с барьерами одержал победу на зимнем чемпионате СССР и Кубке СССР в г. Москве. Попав в основной состав советской национальной сборной, принял участие в чемпионате Европы в помещении в Будапеште, но выбыл из борьбы за медали из-за недостаточного опыта международных соревнований.
Отобрался на участие в летних Олимпийских играх 1984 года в Лос-Анджелесе, попав в основной состав Сборной команды СССР, однако Советский Союз вместе со странами восточного блока бойкотировал эти соревнованиях по политическим причинам. Вместо этого Советский Союз провел игры «Дружба-84» в г. Москве, где Вячеслав Устинов с личным рекордом 13,57 сек. завоевал серебряную медаль в беге на 110 метров с барьерами. Также в этом сезоне стал серебряным призёром на чемпионате СССР в Донецке.
В 1985 году финишировал пятым на Всемирных легкоатлетических играх в помещении в Париже, взял бронзу на чемпионате Европы в помещении в Пирее и на чемпионате СССР в Ленинграде. Будучи студентом, представлял страну на летней Универсиаде в Кобе, где занял в финале шестое место.
За выдающиеся спортивные достижения удостоен почётного звания «Мастер спорта СССР международного класса» (1985).
В 1986 году окончил Государственный центральный ордена Ленина институт физической культуры, где учился по специальности массовые виды спорта, специализация легкая атлетика, специальность тренер-преподаватель по легкой атлетике.
Впоследствии проявил себя на тренерском поприще, подготовил Чемпиона Москвы и России, в настоящий момент является Председателем Совета ветеранов войны, труда и спорта МГО ВФСО «Динамо», на IV конференции Совета ветеранов «Динамо» 25 мая 2022 года был переизбран на новый 5 летний срок.